# Per Rylander
Per Rylander, född 9 juni 1798 i Sankt Lars socken, Östergötlands län, död 14 december 1879 i Skeda landskommun, Östergötlands län, var en svensk musikdirektör vid Andra livgrenadjärregementet i Linköping.

## Biografi
Per Rylander föddes 9 juni 1798 på Blästad i Sankt Lars socken utanför Linköping. Han var son till korpralen Gabriel Bläsman och Catharina Nilsdotter. Rylander arbetade som fanjunkare och svärdsman. Han var under en längre tid musikdirektör vid Andra livgrenadjärregementet. Rylander tog avsked från tjänsten 1861. Han spelade även fagott. Familjen bosattes sig 1861 i Linköping. Han flyttade 1875 till Skedagården i Skeda socken. Rylander avled 14 december 1879 i Skeda landskommun.